# Масмо (станція метро)
59°14′59″ пн. ш. 17°52′49″ сх. д. / 59.249722° пн. ш. 17.880278° сх. д.
«Масмо» (швед. Masmo) — станція Червоної лінії Стокгольмського метрополітену, обслуговується потягами маршруту Т13.
Станція була відкрита 1 жовтня 1972 року у складі черги Ворберг — Фіттья 

Була першою станцією Стокгольмського метро типу «Тбіліська односклепінна»

Відстань до Слюссена становить 16.1 км.
Пасажирообіг станції в будень —	2,400 осіб (2019)

Розташування: мікрорайон Масмо, муніципалітет Гуддінге. 
Конструкція: односклепінна станція глибокого закладення (тбіліського типу) з однією острівною прямою платформою.

## Операції
| Попередня станція     | Лінія | Лінія     | Лінія | Наступна станція   |
| --------------------- | ----- | --------- | ----- | ------------------ |
| Ворбю-горд до Ропстен |       | Лінія T13 |       | Фіттья до Норсборг |